# Захват Туниса Барбароссой
Захват Туниса Хайр-ад-Дином Барбароссой произошёл в 1534 году.

## Предыстория
Сначала Тунис был базой пиратов Аруджа и Хайр-ад-Дина Барбароссы, но впоследствии они переключили своё внимание на побережье Африки, лежащее западнее.
В 1526 году на престол Туниса взошёл новый властитель Мулай Хасан (по преданию, перед этим перебивший 22 братьев). Вскоре оказалось, что правление Мулай Хасана — настоящее бедствие, и к 1530 году, когда Хайр-ад-Дин захватил Алжир, к тому регулярно поступали просьбы из Туниса взять власть в свои руки. Однако Хайр-ад-Дину нужно было для такого шага благословение султана.
В 1532 году генуэзский адмирал Андреа Дориа одержал ряд побед над османскими эскадрами. Султан Сулейман I прекрасно понимал, что османский флот того времени был гораздо слабее пиратского, и для борьбы с христианами должен быть радикально реорганизован; также ясно было, что сделать это мог лишь один человек. В результате весной 1533 года от Высокой Порты в Алжир прибыла делегация с распоряжением Хайр-ад-Дину при первой же возможности прибыть в Стамбул. Тот с готовностью принял предложение.

## Боевые действия
Прибыв в конце 1533 года, Хайр-ад-Дин стал капудан-пашой османского флота. В июле 1534 года он вывел свой новый флот в Средиземное море, и разграбил итальянское побережье. Отправив добычу в Стамбул, с основной частью флота Хайр-ад-Дин двинулся к Тунису.
16 августа флот Барбароссы подошёл к гавани и немедленно начал обстрел, однако Мулай Хасан успел покинуть город. Два дня спустя бежавший правитель во главе тысячного отряда ополченцев предпринял попытку вернуться, но когда флот Барбароссы открыл огонь — снова отступил.

## Итоги и последствия
Всю зиму Барбаросса заставлял своих людей трудиться, укрепляя оборону гавани и возводя новую крепость, способную вместить гарнизон в 500 человек. Однако весной в Тунис вторгся император Карл V, который не мог допустить, чтобы столь энергичный противник получил базу так близко от Сицилии.